# Rosie Huntington-Whiteley
Rosie Alice Huntington-Whiteley, född 18 april 1987 i Plymouth i Devon, är en brittisk fotomodell och skådespelerska som bland annat arbetat för Victoria's Secret.

## Bakgrund
Huntington-Whiteley föddes och växte upp i Plymouth. Hon är dotter till Fiona, fitnessinstruktör, och Charles Huntington-Whiteley,auktoriserad besiktningsman. Hon har två yngre syskon, Toby och Florens.

## Karriär
Huntington-Whiteley studerade vid Tavistock College när hon blev upptäckt. Hon fick genast kontrakt av modellagenturen Profile Model Agency. Huntington-Whiteley har dykt upp i annonser för bland annat Burberry, Agent Provocateur, Clinique, L.A.M.B, DKNY, D&G, Levi's, Miss Sixty, Ralph Lauren, Paul Smith, Tommy Hilfiger, Top Shop och Victoria's Secret. Hon har även förekommit på en rad tidningsomslag, till exempel Vogue, Qvest, GQ, Harper's Bazaar och Love Magazine.
2011 premiärvisades filmen Transformers: The Dark of the Moon som hon hade den kvinnliga huvudrollen i.

## Victoria's Secret
Sedan 2006 har Whiteley varit modell för underklädesföretaget Victoria's Secret. Hon debuterade med varumärket på Victoria's Secret Fashion Show 2006 i Los Angeles, och gick på catwalken med andra modeller såsom Heidi Klum, Adriana Lima, Miranda Kerr och Alessandra Ambrosio. Under 2010 blev Huntington-Whiteley en av Victoria's Secret Angels.